# Лекма (село)
Лекма — село в Слободском районе Кировской области в составе Шестаковского сельского поселения.

## География
Находится на расстоянии примерно 34 км на север-северо-запад от районного центра города Слободской.

## История
Известно с 1673 года как село Знаменское. В 1678 году село с 6 дворами. В 1747 году в селе (уже Лекомское) учтено 50 душ мужского пола. В 1873 году учтено дворов 27 и жителей 195, в 1905 39 и 231, в 1926 68 и 284, в 1950 52 и 187. В 1989 году проживало 439 человек. Каменная Троицкая церковь построена была в 1769 году (ныне руинирована). 

## Население
Постоянное население  составляло 327 человек (русские 98%) в 2002 году, 341 в 2010.